# Mahroni
Mahroni là một thị xã và là một nagar panchayat của quận Lalitpur thuộc bang Uttar Pradesh, Ấn Độ.

## Địa lý
Mahroni có vị trí 24°35′B 78°43′Đ / 24,58°B 78,72°Đ Nó có độ cao trung bình là 365 mét (1197 feet).

## Nhân khẩu
Theo điều tra dân số năm 2001 của Ấn Độ, Mahroni có dân số 8647 người. Phái nam chiếm 53% tổng số dân và phái nữ chiếm 47%. Mahroni có tỷ lệ 67% biết đọc biết viết, cao hơn tỷ lệ trung bình toàn quốc là 59,5%: tỷ lệ cho phái nam là 76%, và tỷ lệ cho phái nữ là 56%. Tại Mahroni, 16% dân số nhỏ hơn 6 tuổi.